# زید رعد حسین
شاهزاده زید رعد حسین(به عربی: زید ابن رعد الحسین)؛ زادهٔ ۲۶ ژانویهٔ ۱۹۶۴) دیپلمات اهل کشور اردن و کمیسر عالی حقوق بشر سازمان ملل است.
سازمان ملل این مقام را برای او در سپتامبر ۲۰۱۴ به تصویب رساند. زید نقش مهمی در ایجاد دیوان کیفری بین‌المللی ایفا کرد و در سپتامبر ۲۰۰۲ بعنوان رئیس مجمع کشورهای عضو دادگاه جنایی بین‌المللی انتخاب شد. او همچنین به عنوان یک افسر سیاسی در سازمان ملل متحد، در یوگسلاوی سابق، از ۱۹۹۴ تا ۱۹۹۶خدمت کرد.
زید از سال ۲۰۰۰ تا ۲۰۰۷، به عنوان نماینده دائمی اردن در سازمان ملل متحد، انتخاب شد، هنگامی که به عنوان سفیر اردن در ایالات متحده و سفیر غیرمسلح در مکزیک منصوب شد. او در سال ۲۰۱۰ مجدداً نماینده دائمی شد و تا سال ۲۰۱۴ خدمت کرد، کمی قبل از انتخاب وی به عنوان کمیسر عالی، استعفا داد.

## خانواده
او فرزند شاهزاده رعد بن زید، حاجبِ دربارِ اردن و همسرش مارگارتا اینگا الیزابت لیند متولد سوئد است. از آنجا که سازمان ملل اجازه استفاده از عنوان‌های سلطنتی یا عنوان‌های دیگر توسط مقامات خود را با توجه به کار رسمی خود نمی‌دهد، زید به عنوان زید رعد الحسین به عنوان کمیسر عالی حقوق بشر سازمان ملل شناخته می‌شود.

## تحصیلات و زندگی جوانی
زید در امان، اردن متولد شد. او در مدرسه ریدز در سوری انگلستان، سپس در دانشگاه جان هاپکینز در ایالات متحده تحصیل کرد، او عضو برجسته ای از باشگاه راگبی آن دانشگاه بود و فارغ‌التحصیل B.A. در سال ۱۹۸۷ شد.. او پس از آن در کالج مسیح، کمبریج، تحصیل کرد و در سال ۱۹۹۳ دکترا گرفت.
در سال ۱۹۸۹، شاهزاده زید کمیسیون خود را به عنوان افسر پلیس بیابان اردن (جانشین لژیون عرب) دریافت کرد و تا سال ۱۹۹۴ به آنها خدماتی داد. او سپس دو سال به عنوان یک افسر سیاسی در سازمان ملل متحد، (نیروی سازمان ملل متحد در یوگسلاوی سابق) خدمت کرد.

## مناصب سیاسی
زید در سالهای ۱۹۹۶ تا ۲۰۰۰ به عنوان معاون دائمی نماینده دائمی ملل متحد در سازمان ملل متحد خدمت کرده‌است. در اوت ۲۰۰۰ او نماینده دائمی در سازمان ملل متحد منصوب شد و تا سال ۲۰۰۷ به خدمت گرفته شد. در سال ۲۰۰۶، از اردن به عنوان نامزدی دبیرکل سازمان ملل متحد پیشنهاد شد. از سال ۲۰۰۷ تا ۲۰۱۰ سفیر اردن در ایالات متحده آمریکا بود و سپس در سال ۲۰۱۰ به عنوان نماینده دائمی اردن به سازمان ملل بازگشت.

## از مواضع و سخنان زید
در ۸ سپتامبر ۲۰۱۴، زید در سخنرانی افتتاحیه شورای حقوق بشر سازمان ملل متحد در مقر سازمان ملل در ژنو در حضور ۴۷ کشور عضو، به شدت از گروه دولت به اصطلاح اسلامی (داعش) انتقاد کرد و گفت که داعش در حال تلاش برای ایجاد حمام خون است. وی از جامعه بین‌المللی خواست تا گسترش این نیرو در عراق و سوریه مبارزه کند. آو از آنها می‌پرسد: «آیا آنها معتقدند که شجاعانه عمل می‌کنند، وقتی اسیران را وحشیانه کشتار می‌کنند؟» او گفت که کشتار، سربریدن، تجاوز و شکنجه «تنها نشان می‌دهد که یک دولت تکفیری است. این نیرو چگونه می‌تواند در در آینده حکومت کند؟»